# Rudolf Yelin der Ältere

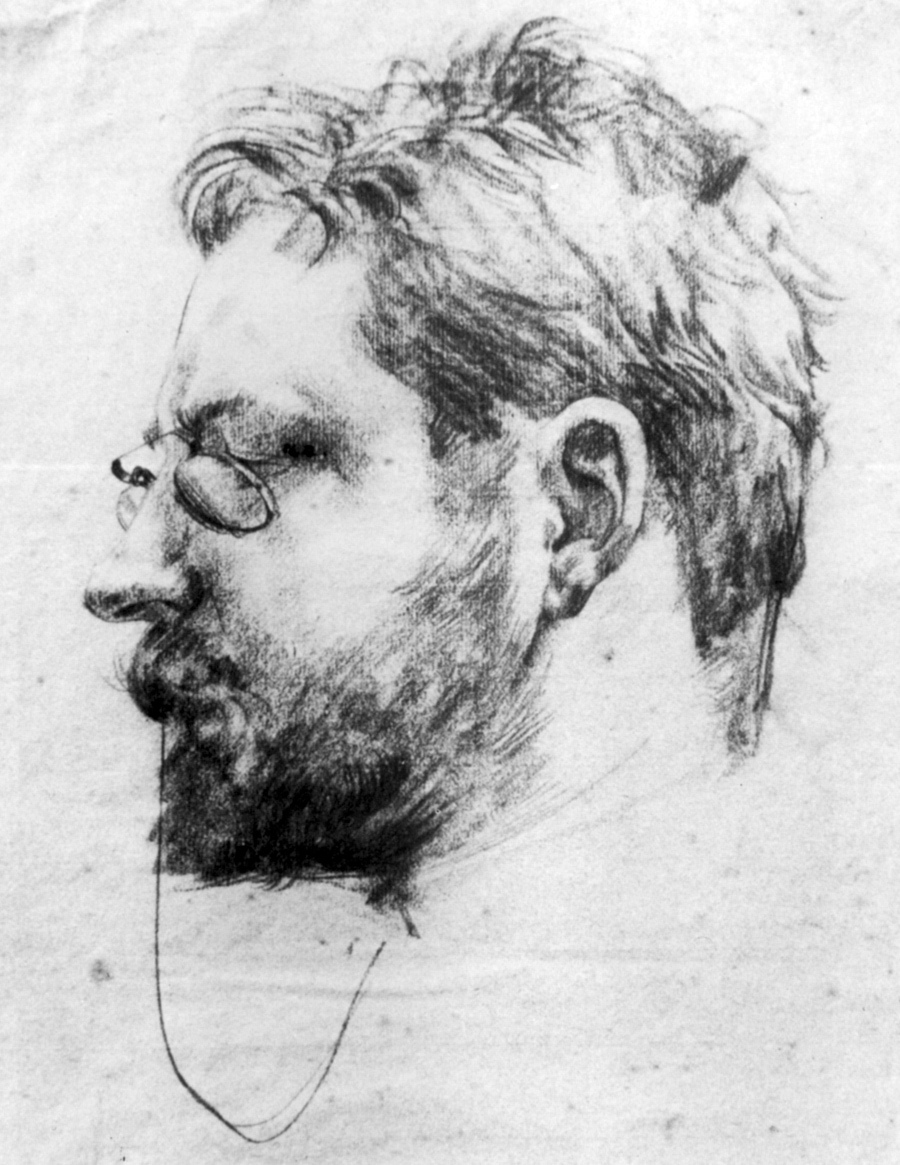
Rudolf Yelin d. Ä., Kohlezeichnung von Fritz Boehle um 1890

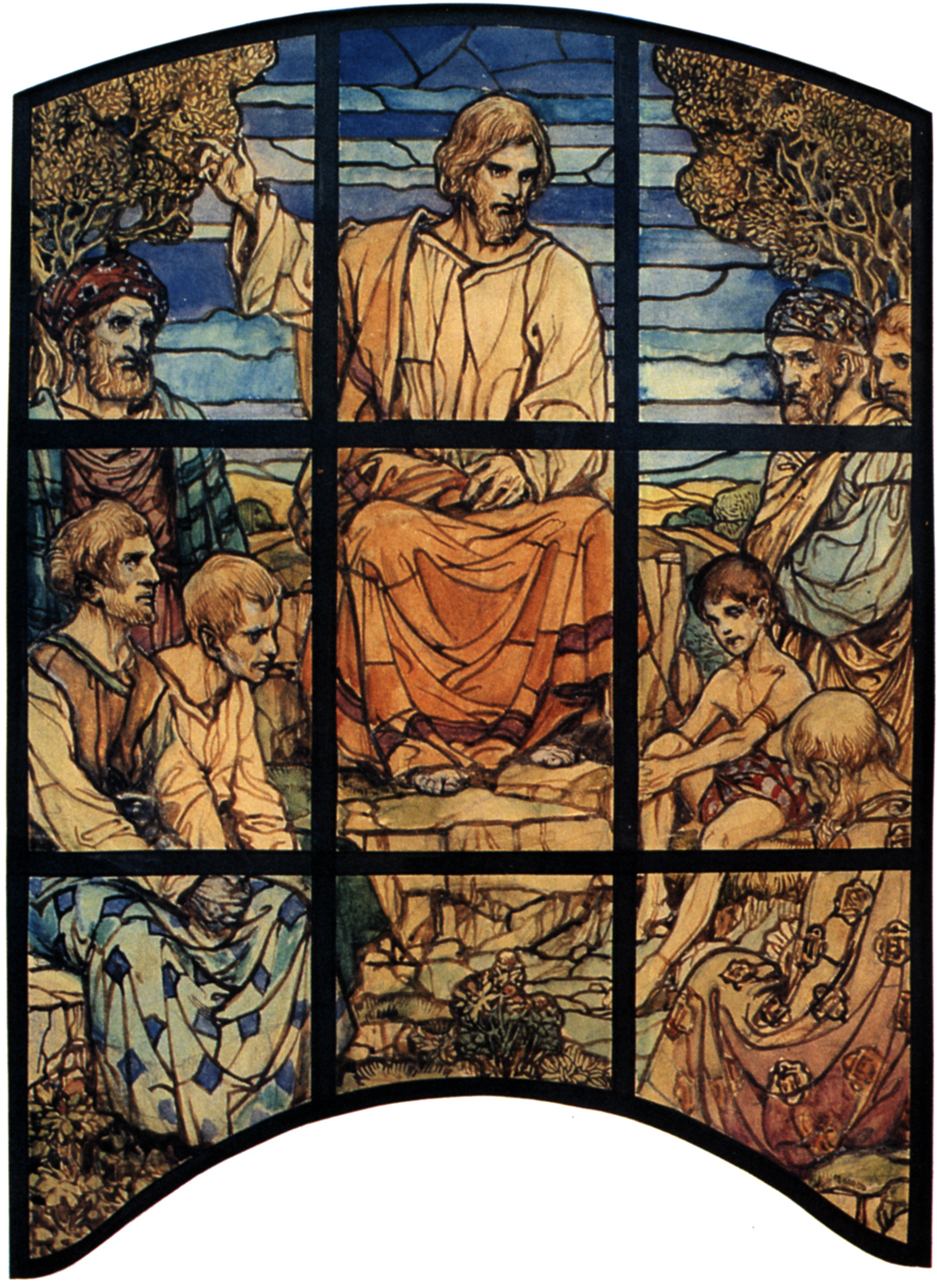
Entwurf für ein Glasfenster der Pfarrkirche in Weinheim, um 1909

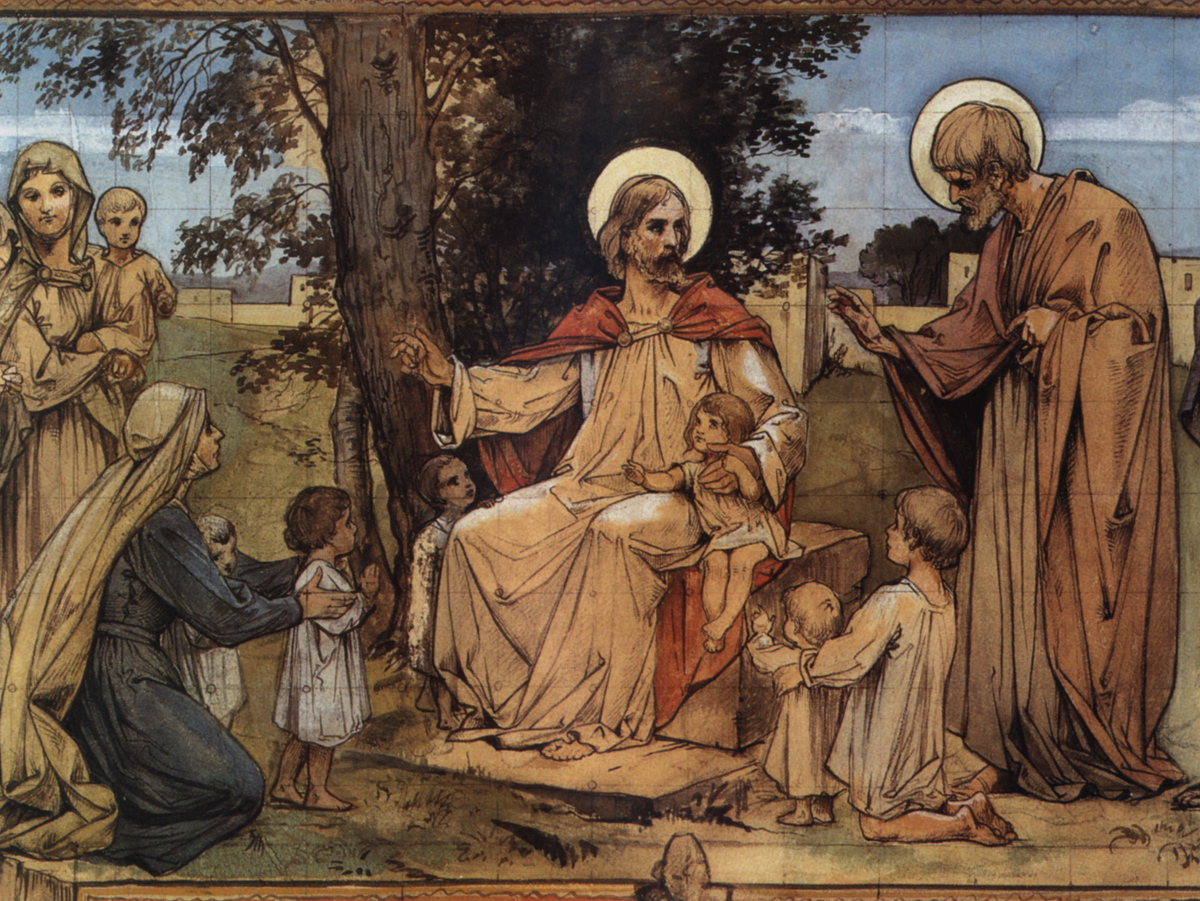
Entwurf zum Wandbild der Stuttgarter Stiftskirche, 1894

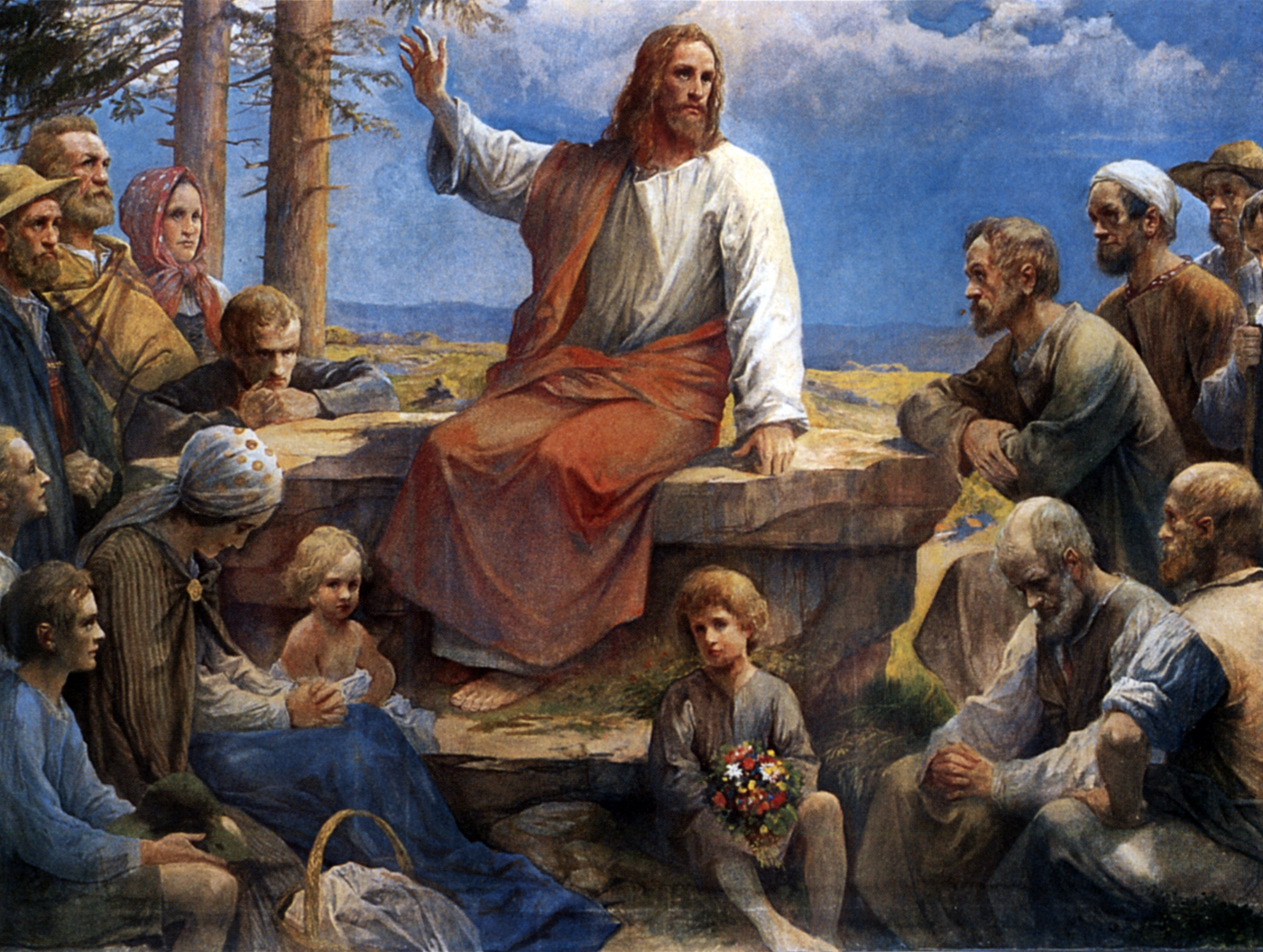
Bergpredigt im Schwarzwald, evang. Kirche Reinerzau, um 1912

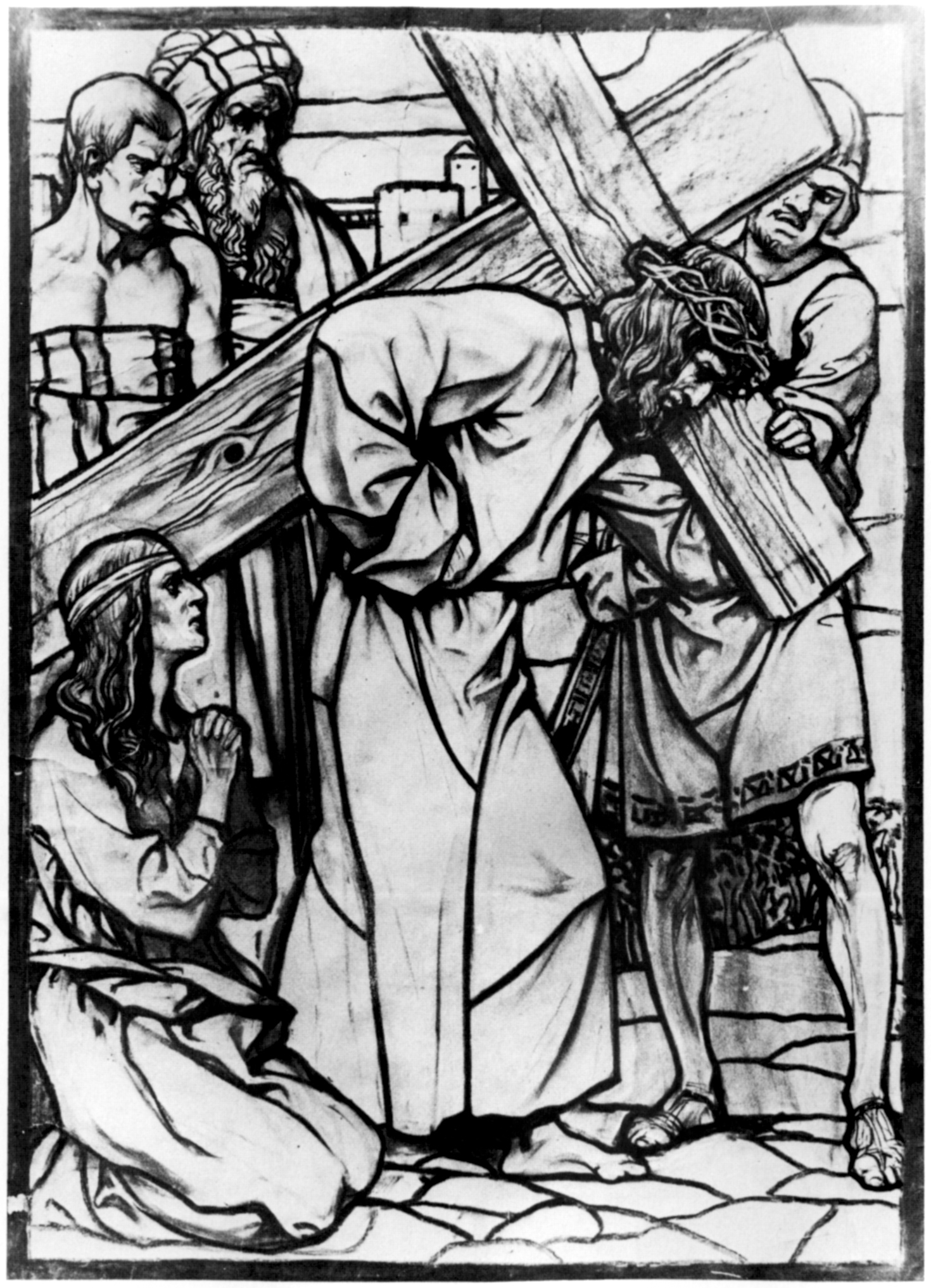
Kreuztragung, Glasfensterentwurf für die evang. Kirche Brettheim, um 1920

Rudolf Yelin (der Ältere) (* 14. August 1864 in Reutlingen; † 28. Dezember 1940 in Stuttgart) war ein deutscher Kunstmaler, der insbesondere als Glasmaler bei der Ausgestaltung von Kirchen Bedeutung erlangt hat.

## Leben
Er war der Sohn des Reutlinger Guanofabrikanten Rudolph Yelin († 1886) und dessen Ehefrau Elise Yelin, geborene Biermann. Die Eltern, beide Pfarrerskinder, wählten für den Sohn eine theologische Laufbahn. Yelin besuchte zunächst die Seminare in Kloster Schöntal (1878) und Bad Urach (1880), und anschließend das Tübinger Stift, wo er in Theologie unterrichtet wurde. Er wurde Mitglied der AMV Stochdorphia Tübingen. Er wandte sich aber noch vor seinem zwanzigsten Lebensjahr von der Theologenlaufbahn ab und ging nach München, wo er sich der Malerei widmete, die ihn bereits seit frühen Jugendjahren interessiert hatte. In München war Yelin zunächst Schüler von Heinz Heim. Von dort zog er im Frühjahr 1888 weiter nach Stuttgart, wo er zwar erste Auftragsarbeiten, darunter einige Buchillustrationen und die Ausstattung der Kanzel der Kapelle des Stuttgarter Diakonissenstifts erhielt, ihm der Unterricht von Friedrich von Keller jedoch als stagnierendes Sumpfwasser erschien, so dass er im Herbst 1888 nach München zurückkehrte und weiteren Unterricht bei Paul Nauen, an der Münchner Kunstakademie und in der Privatklasse von Heinrich Knirr nahm.
1890 erhielt er einen ersten größeren Auftrag für Wandgemälde in der von Heinrich Dolmetsch erbauten Friedhofskapelle in Reutlingen. Im Sommer 1890 wandte sich Yelin nach Frankfurt am Main, wo er weiteren Unterricht am Städelschen Kunstinstitut bei Frank Kirchbach besuchte. Weit mehr als der damals aufkommende und den Unterricht bestimmende Impressionismus beeinflussten den jungen Künstler seine Mitschüler Wilhelm Altheim und Fritz Boehle oder der Monumentalstil des Kirchenmalers Eduard Jakob von Steinle.
Bewegt vom Wunsch nach wirtschaftlicher Selbstständigkeit bewarb sich Yelin bei einer Verlagsanstalt in Lahr als Illustrator. Dort erhielt er zwar eine Zusage, jedoch empfing er gleichzeitig im Sommer 1892 auch den Auftrag für die Ausmalung der Stuttgarter Stiftskirche, deren gelungene Ausführung Yelins weiteren Lebensweg prägte. 1894 mietete er ein Atelier unterhalb des Stuttgarter Eugensplatzes. In jener Zeit kam er auch erstmals in Kontakt mit Glasmalerei, als ihm aufgetragen wurde, die von dem verstorbenen Pfannenschmidt begonnenen Glasfenster für die Stuttgarter Garnisonkirche fertigzustellen. Nach Abschluss der Arbeiten in der Stuttgarter Stiftskirche und Ausführung von zwei monumentalen Leinwandbildern für die Tuttlinger Stadtkirche erhielt Yelin ab 1895 Aufträge, vor allem für Glasmalereien, in ganz Deutschland. Er arbeitete mit zahlreichen Glasmalerwerkstätten zusammen, insbesondere aber mit der von Valentin Saile in Stuttgart. Darüber hinaus fertigte er zahlreiche Illustrationen für den Stuttgarter Verlag J. F. Steinkopf und war außerdem lange Jahre als Kunstlehrer, insbesondere für Aktmalerei, tätig. 1899 konnte Yelin ein eigenes Haus mit zwei Ateliers am Stuttgarter Stadtrand errichten. Neben Auftragsarbeiten entstanden dort auch kleinformatige Gemälde, darunter zahlreiche Landschaftsdarstellungen.
Im Ersten Weltkrieg wurde Yelin für drei Jahre als Kunstlehrer an Stuttgarter Gymnasien verpflichtet. Nach Kriegsende bewirkte die Inflationszeit ein weiteres Ausbleiben der Aufträge und einen Zusammenbruch des Kunstmarkts. Nach einer im Ergebnis desaströsen Kunstausstellung im Schloss Rosenstein im Herbst 1923 – die Hochinflation ließ die erzielten Verkaufspreise binnen weniger Tage auf Null schrumpfen – zog sich Yelin vom Kunstmarkt gänzlich zurück. Bedingt durch eine nervöse Venenentzündung konnte er allerdings ab 1926 auch keine großformatigen Wandmalereien mehr ausführen, so dass sich sein Spätwerk auf kleinmaßstäbliche Ölbilder beschränkt, bevor ein Augenleiden seine Schaffenskraft in den 1930er Jahren vollends zum Erliegen brachte.
Rudolf Yelin war ab 1893 verheiratet mit einer geborenen Degen und der Vater des Bildhauers Ernst Yelin (1900–1991) sowie des in seine Spuren tretenden Glasmalers Rudolf Yelin der Jüngere (1902–1991).

## Werk
In den etwa 15 Jahren zwischen seiner Etablierung als selbstständiger Künstler und dem Ausbruch des Ersten Weltkriegs schuf er rund 100 meist großformatige Entwürfe für Glasmalereien, die überwiegend für Kirchen angefertigt wurden, darunter die Johanneskirche, Gedächtniskirche und Garnisonkirche in Stuttgart, die Lutherkirche in Bad Cannstatt, die Martin-Luther-Kirche in Trossingen, die evangelische Kirche in Brettheim sowie die Vorhallenfenster der Reutlinger Marienkirche. Er galt als Reformer der religiösen Glasmalerei, da er neuartige Bild- und Farbkompositionen schuf. Auch seine Wandmalereien, unter anderem in den Kirchen in Gablenberg und Ostheim sowie in der Stadtkirche von Bad Cannstatt, wurden aufgrund ihrer Komposition und ihrer Farbigkeit gerühmt.
Seine Entwürfe für Kirchenfenster zeigen nicht zuletzt deshalb deutliche Züge des Jugendstils, weil die Ausführung von Bleiglasfenstern der typischen Linienhaftigkeit des Jugendstils technisch entgegenkommt. Florales Beiwerk ließ Yelin dabei häufig von Werkstattmitarbeitern gestalten. Seine Landschaftsstudien und Porträts sind dagegen eher vom Realismus der Münchner Schule beeinflusst, wie sie zu Yelins Studienjahren von Wilhelm Leibl und Carl von Piloty geprägt wurde. Einige wenige seiner kleinen Ölbilder zeigen auch Einflüsse des Impressionismus.

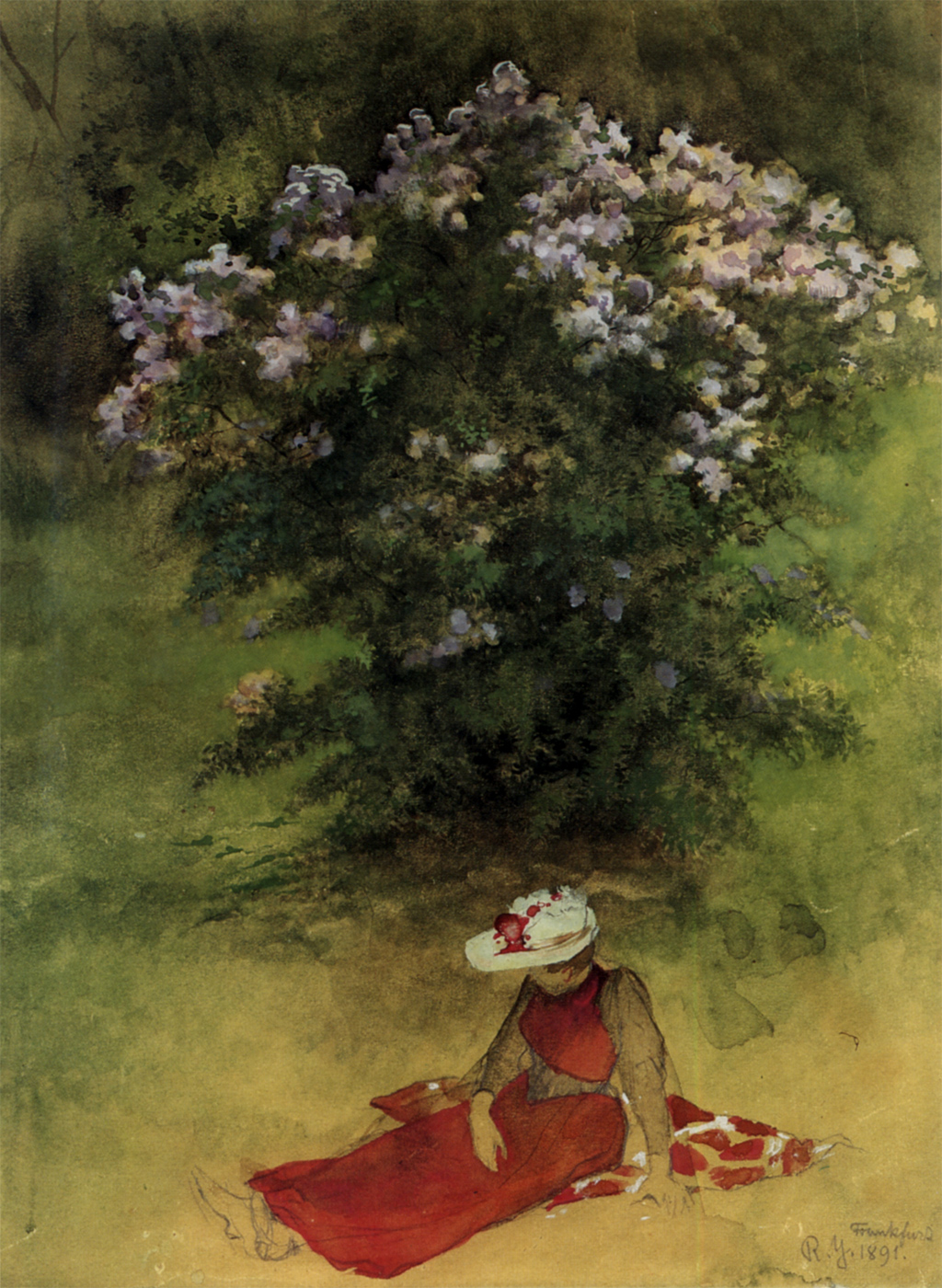
Mädchen unter Fliederbusch, 1891
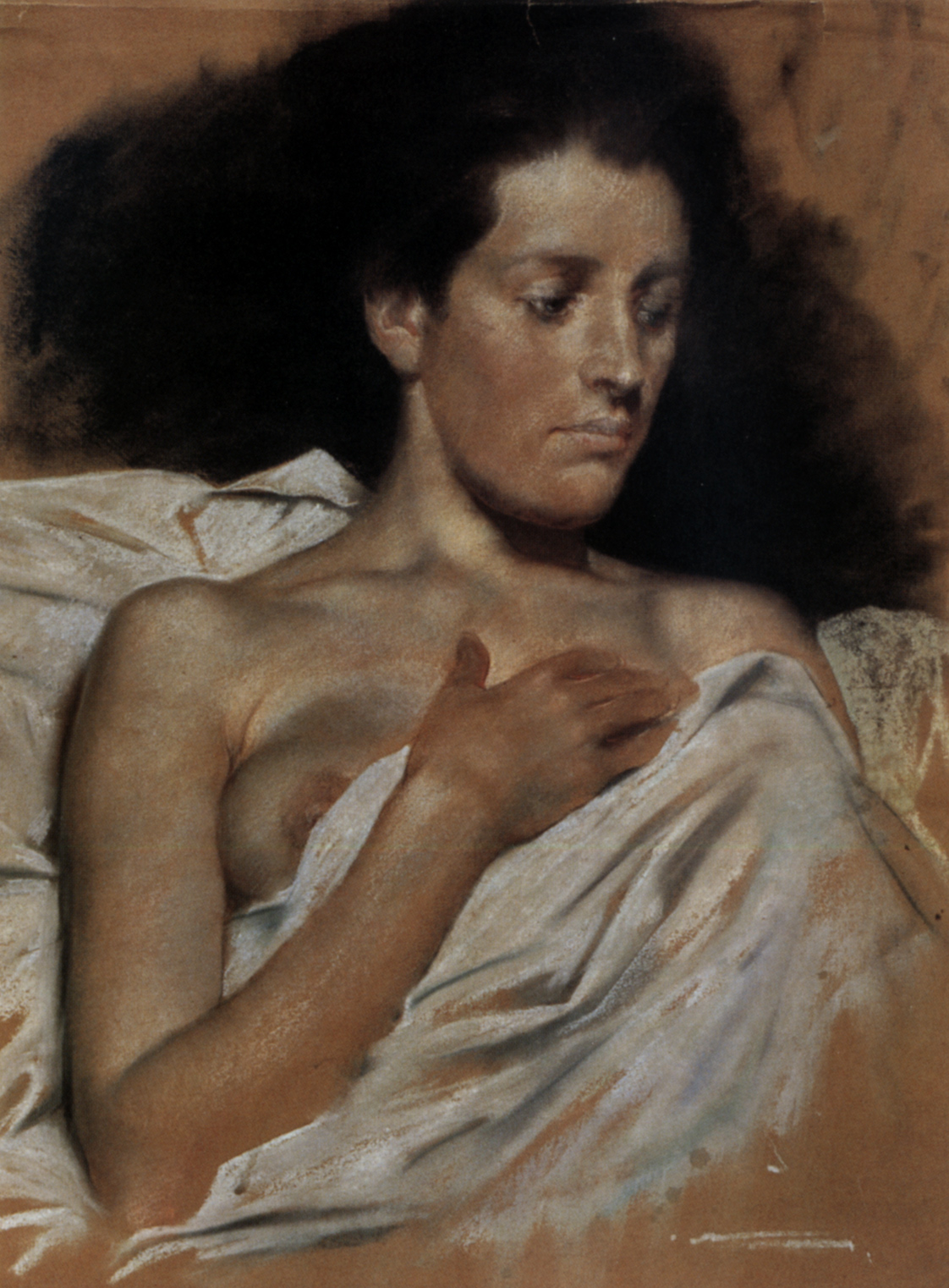
„Atelierlicht“, um 1910
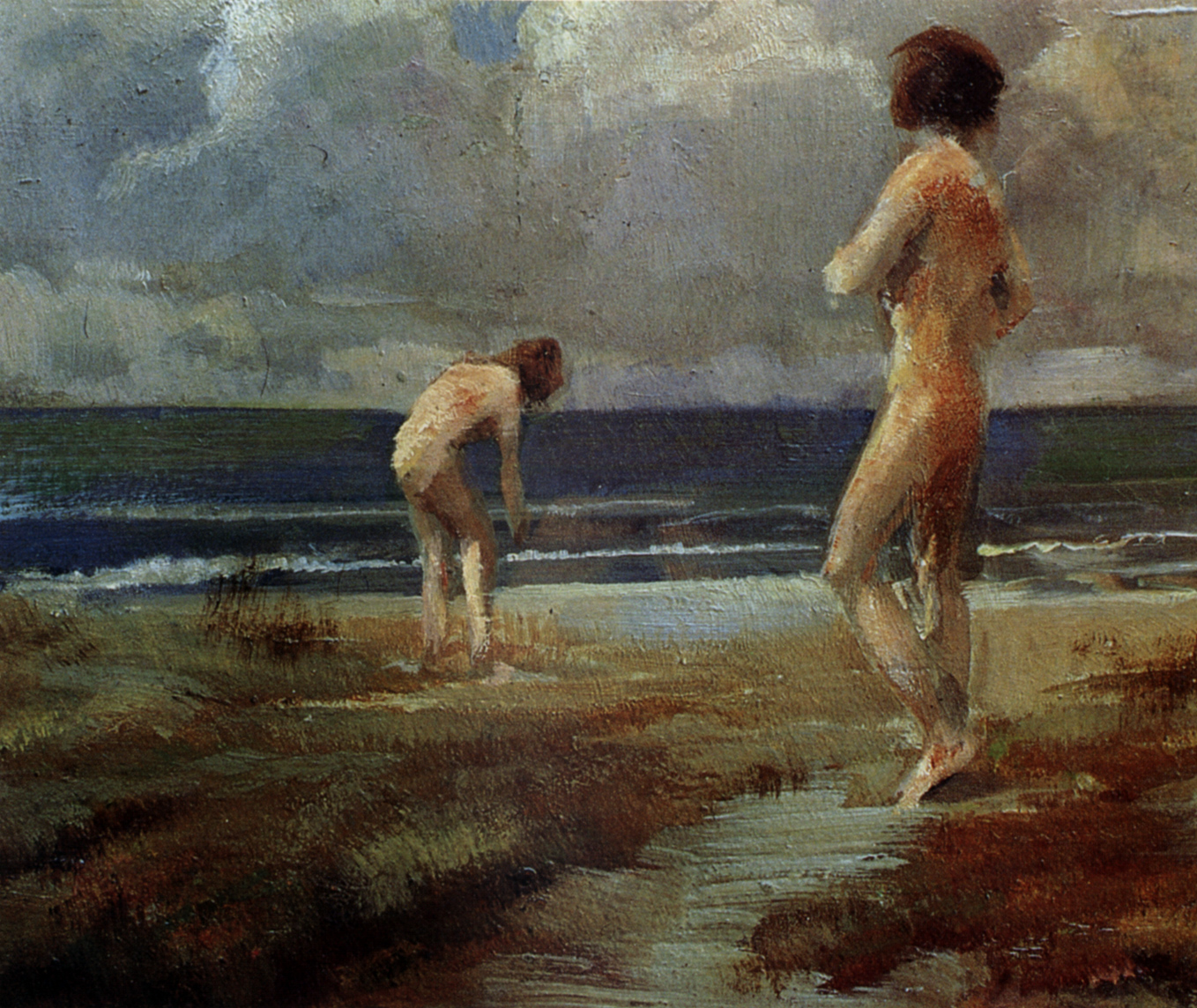
Badende am Nordseestrand, 1910